# Костанцана
Костанцана (італ. Costanzana, п'єм. Costanzan-a) — муніципалітет в Італії, у регіоні П'ємонт, провінція Верчеллі.
Костанцана розташована на відстані близько 500 км на північний захід від Рима, 60 км на схід від Турина, 11 км на південний захід від Верчеллі.
Населення — 797 осіб (2014).
Щорічний фестиваль відбувається 11 листопада. Покровитель — святий Мартин.

## Демографія
Населення за роками:

Станом на 1 січня 2023 року в муніципалітеті офіційно проживали 44 іноземці з 13 країн, серед них 11 громадян країн Євросоюзу та 3 громадяни України.

## Сусідні муніципалітети
- Азільяно-Верчеллезе
- Бальцола
- Дезана
- Морано-суль-По
- Пертенго
- Риве
- Тричерро
- Трино